# Martinus Beijerinck
Martinus Willem Beijerinck (Amszterdam, 1851. március 16. – Gorssel, 1931. január 1.) holland mikrobiológus, botanikus, a virológia egyik megalapítója.

## Pályája
Martinus Beijerinck Amszterdamban született, 1851-ben Derk Beijerinck dohánykereskedő és felesége, Jeannette Henriette van Slogteren gyermekeként. Apja üzlete tönkrement és 1851-ben Naardenbe költöztek, ahol Derk Beijerinck egy vasúttársaság könyvelőjeként tartotta el családját. A Delfti Műszaki Főiskolán szerzett vegyészmérnöki képesítést 1872-ben, ahol egyik tanára az első kémiai Nobel-díjas, J. H. Van’t Hoff volt. 1877-ben a leideni egyetemen lett a tudományok doktora, mert a főiskola ilyen címet nem adhatott. A Wageningeni Mezőgazdasági Főiskolán (ma Wageningeni Egyetem) tanított mikrobiológiát, majd 1895-től a delfti főiskola tanára lett, ahol ő alapította meg a mikrobiológiai tanszéket. Elsősorban a mezőgazdasági és ipari mikrobiológia terén kutatott, eredményeit részben beárnyékolták Robert Koch és Louis Pasteur vívmányai, akik emberi betegségeket tanulmányoztak, ezért nagyobb publicitást kaptak.
1885-től tagja volt a Holland Királyi Művészeti és Tudományos Akadémiának.

## Munkássága

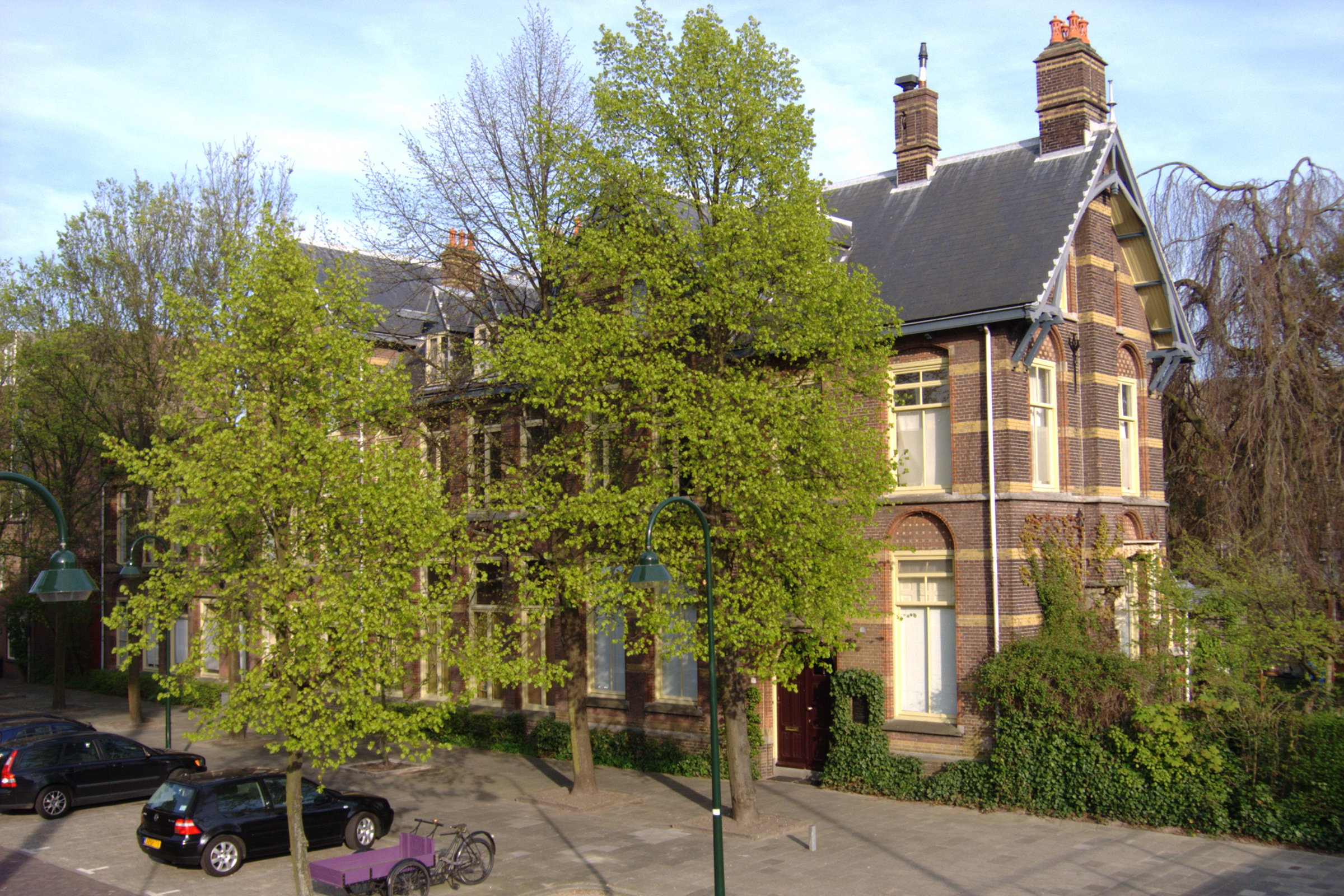
A mikrobiológiai laboratórium épülete Delftben, ahol Beijerinck 1897-től 1921-ig dolgozott

Beijerincket a virológia egyik alapítójának tekintik. 1898-ban közölte eredményeit, miszerint a dohány mozaikbetegségét egy szűrhető, baktériumoknál kisebb fertőző ágens okozza.
Beijerinck az orosz Dmitrij Ivanovszkij 1892-es kísérletét ismételte meg, aki beteg dohánylevél kivonatát porcelánfilteren szűrte át és úgy találta, hogy a szűrlet is képes továbbvinni a betegséget. Ivanovszkij úgy vélte, hogy a kórt baktériumok toxinjai okozzák, Beijerinck, azonban a szűrlet által megbetegített növényekről továbbpasszálta új dohánylevelekre a fertőzést és bebizonyította, hogy az nem lehet toxin, hanem szaporodnia kell az élő növénysejtekben. Úgy vélte, hogy a fertőzést egy folyékony kórokozó idézi elő, amelyet a latin méreg szó alapján vírusnak nevezett el, illetve "fertőző élő folyadéknak" (contagium vivum fluidum latinul). A dohánymozaikvírus részecsketermészetét csak az 1930-as években sikerült bebizonyítani, miután Wendell M. Stanley 1935 kristályosította és 1939-ben röntgendiffrakciós vizsgálattal meghatározták a szerkezetét.
Tanulmányozta a pillangósvirágúak gyökérgumóiban szimbiózisban élő baktériumokat, amelyek megkötik a nitrogént (a nitrogénfixációt a német Hermann Hellriegel fedezte fel 1888-ban); neki sikerült először tiszta tenyészetben izolálnia őket. Felfedezte a baktériumok szulfátredukciós légzését, ő írta le az első szulfátredukáló mikroorganizmust, a Desulfovibrio desulfuricans-t (általa adott néven Spirillum desulfuricans). Szelektív táptalajokat kísérletezett ki, amelyeken csak bizonyos fajta baktériumok nőttek, a többiek szaporodását pedig gátolta.
Eredményeiért megkapta a tudományos akadémia Leeuwenhoek-érmét, a Oranje-Nassau Rend parancsnoki fokozatát és a dán Emil Christian Hansen-érmet. Jelölték a kémiai Nobel-díjra is, amit végül nem kapott meg. Tagja volt a Royal Society-nek, az edinburgh-i Királyi Botanikai Társaságnak és a Csehszlovák Botanikai Társaságnak is.
Beijerinck személyisége ekcentrikus volt. Aszkétikus életet élt, nem házasodott meg, a tudományt és a házasságot egymást kizáró tényezőnek tekintette. Kevés barátja volt, kollégái nem szerették. Diákjaival sokszor kiabált, ezért nem volt népszerű, pedig a biológiát lelkesen tanította.
1931. január 1-én halt meg a Gorssel faluban, 79 évesen.

## Fordítás
- Ez a szócikk részben vagy egészben  a   Martinus Beijerinck című angol Wikipédia-szócikk ezen változatának fordításán alapul.  Az eredeti cikk szerkesztőit annak laptörténete sorolja fel. Ez a jelzés csupán a megfogalmazás eredetét és a szerzői jogokat jelzi, nem szolgál a cikkben szereplő információk forrásmegjelöléseként.